# Dilatação e evacuação
Dilatação e evacuação (também chamado às vezes dilatação e extração ou dilatação e esvaziamento) refere-se, literalmente, à dilatação do colo do útero e a evacuação cirúrgica do conteúdo do útero. É um método de aborto, bem como um processo terapêutico utilizado após o aborto para prevenir a infecção por assegurar que o útero esteja completamente evacuado.
A dilatação e evacuação é semelhante a dilatação e curetagem exceto pelo fato de que a sucção dos conteúdos intracranianos após a retirada do corpo fetal através do colo facilita a extração e minimiza o risco de lesão uterina ou cervical.

## Descrição
O primeiro passo de um D e E é dilatar a colo do útero. Isto é frequentemente iniciado cerca de um dia antes do procedimento cirúrgico, e muitas vezes envolve a inserção de múltiplas varetas planas (laminárias) no colo do útero. O alargamento da abertura do colo do útero permite que os instrumentos cirúrgicos, tais como a cureta ou a fórceps possam ser inseridos dentro do útero.
O segundo passo consiste em remover o feto. Um  anestésico local ou anestesia geral é dada para a paciente. A cânula é passada para dentro do útero e ligada por meio da tubagem para um frasco e uma bomba que fornece um vácuo para remover o tecido a partir do útero. São inseridas pinças no útero através da vagina para extrair qualquer tecido restante. Isto é mais provável em gestações de 16 semanas ou mais. A cureta é utilizada para raspar o revestimento do útero e remover tecidos. Por último, o vácuo é utilizado para garantir que não permanece tecido fetal no útero (tal tecido pode causar infecções graves na mulher). As peças são também examinadas para assegurar que todo o feto foi removido.

### Variações
A terminação do feto pode ser realizada antes do procedimento cirúrgico por meio de uma injeção para cessar seus batimentos cardíacos. Os tecidos do feto morto vão amolecer, tornando mais fácil o desmembramento. O procedimento padrão de D e E é mais difícil após 20 semanas de idade gestacional, devido à resistência dos tecidos fetais.
Se o feto é removido intacto, o procedimento é referido "dilatação e extração intacta" pela Associação Médica Americana e referida como "dilatação evacuação intacta" pela Congresso Americano de Obstetras e Ginecologistas (ACOG).